# Tony Espinosa
Tony Espinosa (geb. um 2006) ist ein US-amerikanischer Schauspieler.

## Leben
Tony Espinosa war im Jahr 2015 in einer Folge von Hand of God  erstmals in einer Fernsehserie zu sehen. In dem Historienfilm The Birth of a Nation – Aufstand zur Freiheit  aus dem Jahr 2016 erhielt er seine erste Filmrolle und spielte darin in Rückblenden den Sklavenjungen und jungen Protagonisten des Films Nat Turner. 2016 folgten Gastauftritte in den Fernsehserien Uncle Buck  und Criminal Minds.
In der Fernsehserie Snowfall war Espinosa in zwei Folgen zu sehen. In dem Film Suburbicon von George Clooney, der im September 2017 bei den Filmfestspielen in Venedig vorgestellt wurde, erhielt er die Rolle von Andy Myers.

## Filmografie (Auswahl)
- 2016: The Birth of a Nation – Aufstand zur Freiheit (The Birth of a Nation)
- 2017: Snowfall (Fernsehserie, 2 Folgen)
- 2017: Suburbicon